# وانگ چیانیی
وانگ چیانیی (انگلیسی: Wang Qianyi؛ زادهٔ ۱۶ ژانویهٔ ۱۹۹۷) شناگر موزون اهل چین است.
وی در مسابقات کشوری و بین‌المللی در مجموع برندهٔ ۲ مدال طلا، ۳ مدال نقره شده‌است.